# Theresa Harris
Theresa Harris, född 31 december 1906 i Houston, Texas, död 8 oktober 1985 i Inglewood, Kalifornien, var en amerikansk skådespelare. Harris medverkade i över 90 Hollywoodfilmer, ofta anlitad av bolagen Warner Bros. och Metro-Goldwyn-Mayer, samt en handfull TV-produktioner. Harris spelade i många filmer roller som hembiträde, sångare, eller showartist. Som afroamerikan noterade Harris redan på 1930-talet att hennes skådespelarkarriär begränsades till ett fåtal typer av roller.

## Filmografi (i urval)
- 1929 – I mörkaste New York (ej krediterad)
- 1932 – Fyra farliga friare (ej krediterad)
- 1932 – Gentleman för en dag (ej krediterad)
- 1933 – En farlig kvinna
- 1933 – Ett farligt vittne (ej krediterad)
- 1933 – Du skall bli min! (ej krediterad)
- 1933 – Gold Diggers 1934 (ej krediterad)
- 1933 – Privatdetektiv 62 (ej krediterad)
- 1934 – När livet lockar (ej krediterad)
- 1938 – Skandalen kring Julie
- 1939 – Kvinnorna (ej krediterad)
- 1940 – Vägen till Santa Fe (ej krediterad)
- 1941 – Blommor i skugga
- 1941 – Det ska vi bli två om!
- 1941 – Farlig kvinna
- 1942 – Rovdjurskvinnan (ej krediterad)
- 1947 – Det hände i New York (ej krediterad)
- 1947 – Lady från Shanghai (ej krediterad)
- 1947 – Skuggor ur det förflutna (ej krediterad)
- 1948 – Brott på Broadway
- 1948 – Den stora klockan (ej krediterad)
- 1949 – X - filmen om en farlig kvinna
- 1949 – Det kom en främling (ej krediterad)
- 1949 – Livet kallar (ej krediterad)
- 1949 – Neptuns dotter (ej krediterad)
- 1949 – Spänning (ej krediterad)
- 1953 – Planerat illdåd (ej krediterad)
- 1956 – Stormdrivet flygplan (ej krediterad)